# Fogelstad
För andra betydelser, se Fogelstad (olika betydelser).

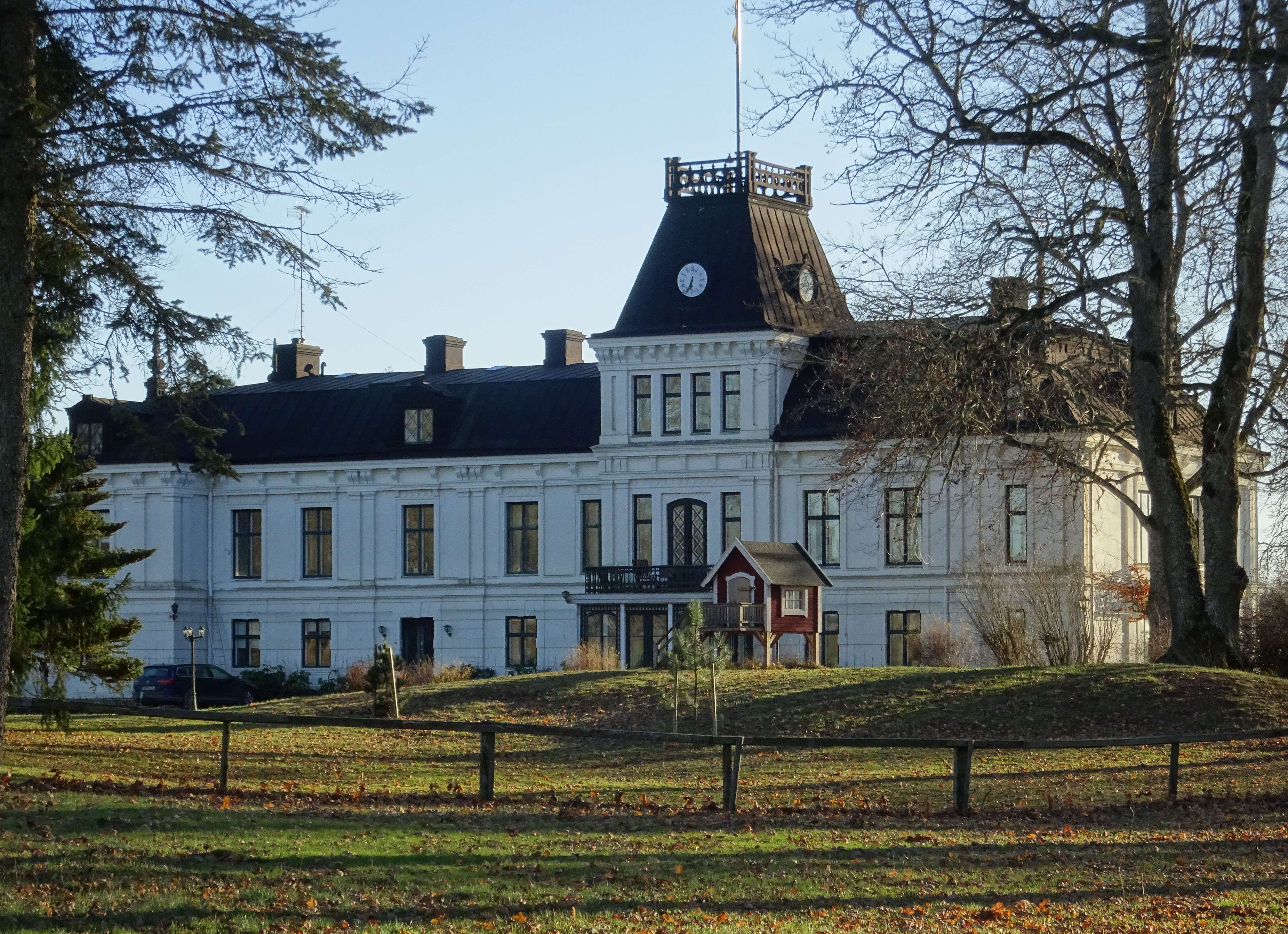
Fogelstad säteri, huvudbyggnad från norr, november 2020.

Fogelstad (även kallat Fågelsta och Fogelsta) är en herrgård och ett tidigare säteri i Julita socken, Katrineholms kommun, Södermanland. Nuvarande huvudbyggnad uppfördes 1883 efter ritningar av arkitekt Emil Viktor Langlet. Närmaste herrgårdar är Julita, Äs säteri och Gimmersta.

## Historik

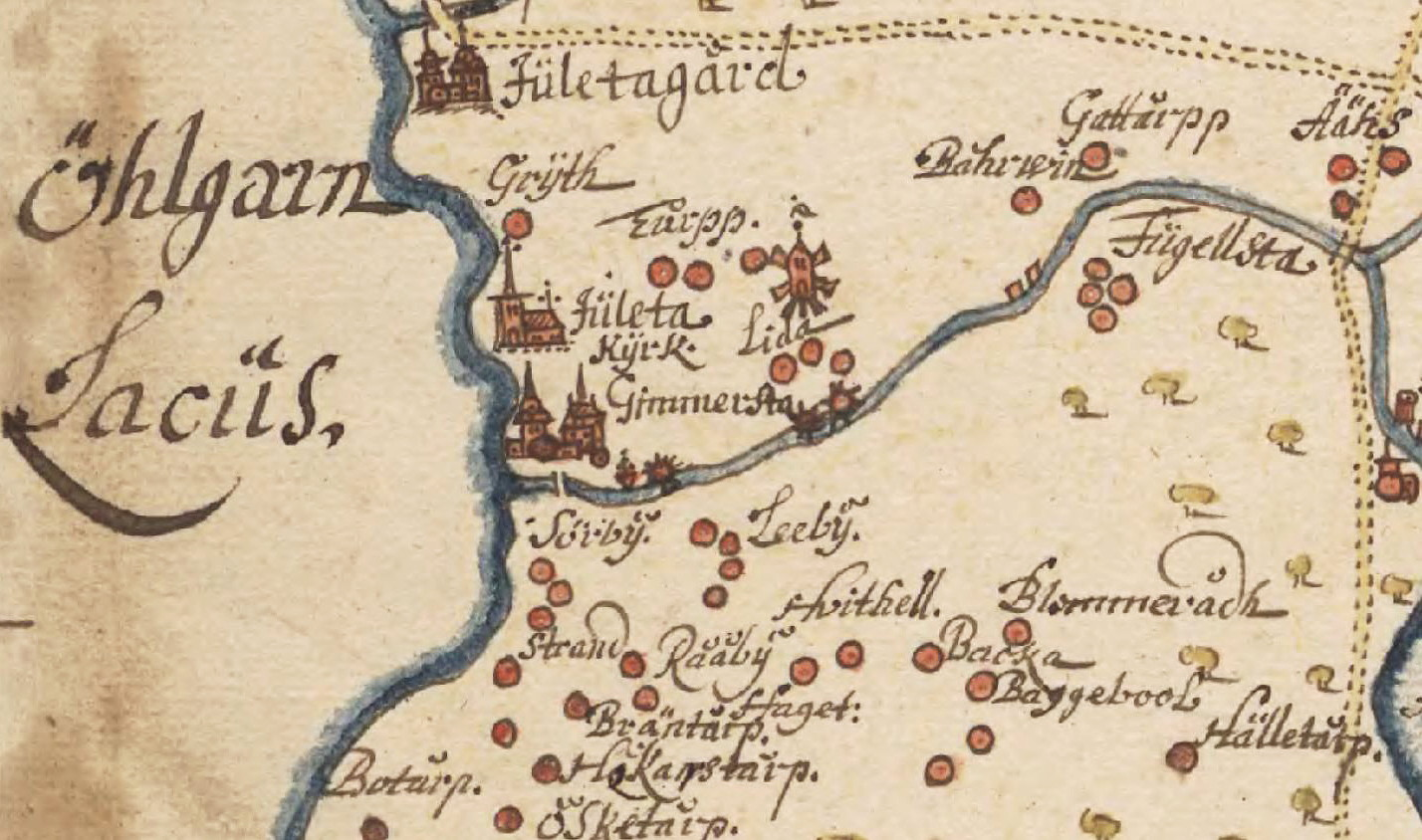
Äähs, Fügellsta och Jületagård, 1677.

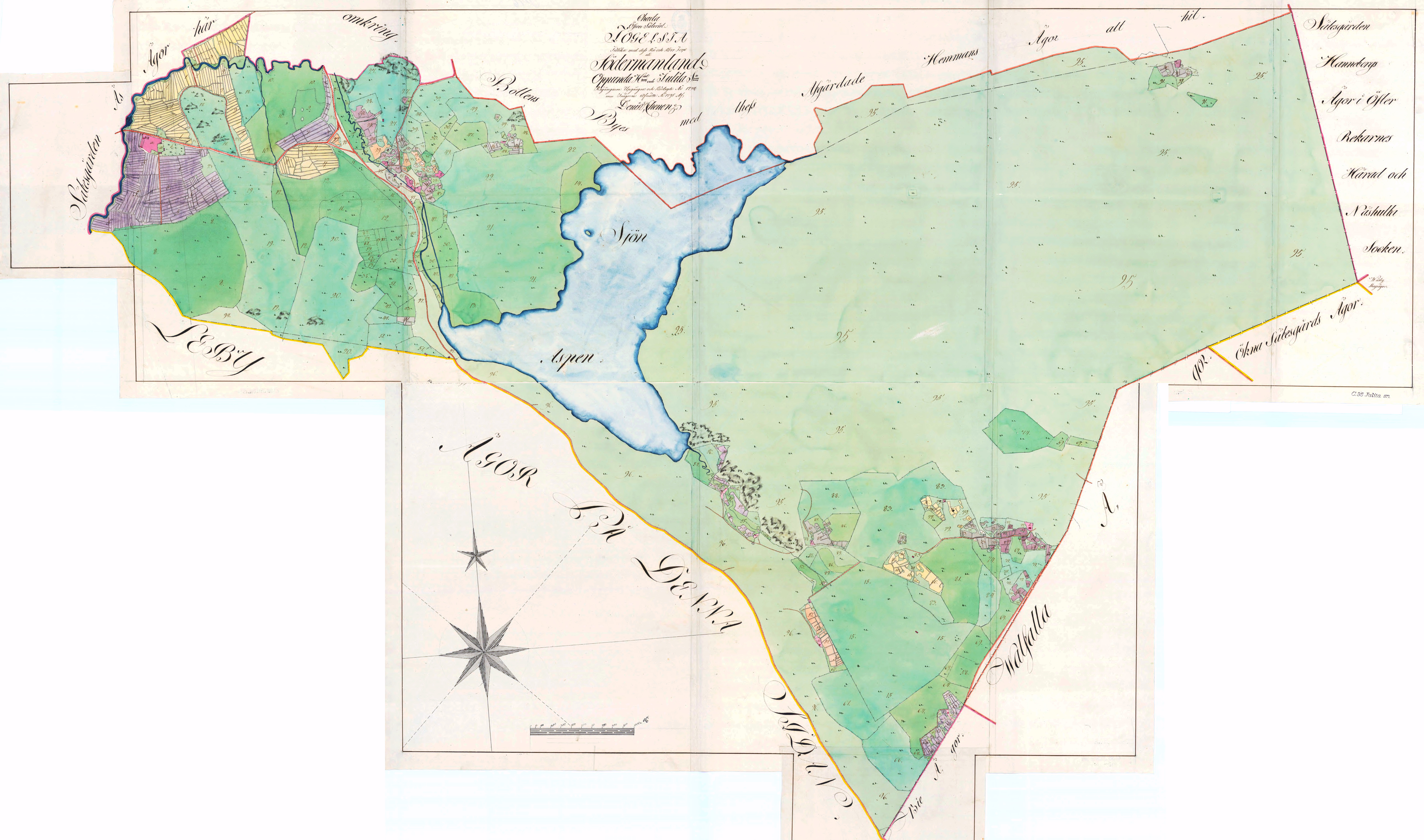
Fogelstads ägor 1795.

Fogelstad, var fram till 1600-talets slut en by med tre hemman. De var alla frälsegårdar under Julita gård som sedan 1625 gått från att vara kungsgård till att förlänas till den österrikiske artilleriöversten Melchior von Wurmbrandt som belöning för uppfinningen av de så kallade läderkanonerna. För att tillverka dessa lät han 1627 anlägga ett styckebruk vid Aspån intill Fogelstad, vanligen kallat Julita bruk. Bruket arrenderades ut 1632 till Jakob Pontusson De la Gardie, som 1637 överlät arrenderätten till den österrikiske burggreven Paul Khewenhüller. 1640 beslutade rådet, att gjutning av kanoner endast skulle få ske vid Julita bruk och de Geers bruk. 1644 fanns vid bruket en masugn, en fallhammare, en borrvind och en knipphammare. Bruket lades ned 1663.
Efter von Wurmbrandts död gavs 1645 det stora Julitagodset, det vill säga Julita gård, Forsby säteri och underliggande byar som exempelvis, Äs säteri, Fogelstad samt Julita bruk, till Paul Khewenhüller som ersättning för lån till Svenska kronan under trettioåriga kriget. Det övergick efter sonen Barts död 1662 till Mathias Palbitzki som var gift med dennes dotter. Vid Palbitzkis död 1677 övergick Fogelsta by med ett flertal andra byar och gårdar genom arv till hans ena dotter Charlotta Regina, gift med friherre Eric Siöblad. Under deras tid blev Fogelsta till ett ståndsmässigt säteri med en ny huvudbyggnad som stod färdig på 1680-talet.
Fogelsta och underlydande hemman såldes på 1750-talet av Charlotta Regina Siöblads arvingar till riksrådet och friherren Fabian Wrede. Egendomen stannade under flera generationer inom familjen Wrede. År 1838 såldes Fogelstad av generalfälttygmästaren friherre Fabian Jacob Wrede till greve Gustaf von Düben (1808-1838). Han avled redan samma år och egendomen gick då till hans nyfödde son Carl Gustaf Gösta, vilken avled ogift 1876. Efter honom övertogs godset av hans styvfar landshövdingen, friherre Johan Carl Åkerhielm på Ökna i Floda socken, han avled 1879. 
Därefter tillföll Fogelstad dennes svärson, före detta ryttmästaren och hovintendenten Carl August Tamm gift med Emma Åkerhielm. Efter dennes död 1905 övergick Fogelstad till Tamms änka och dottern Elisabeth Tamm. Hon lät 1925 instifta Kvinnliga medborgarskolan vid Fogelstad. Undervisningen bedrevs i en separat skolbyggnad, numera kallad Lilla Ulfåsa. Skolan lades ned 1954. Skolans rektor Honorine Hermelin bodde kvar i skolbyggnaden till sin död år 1977. 
Vid Elisabeth Tamms död 1958 ärvdes gården av hennes systerson friherre Axel Axelsson Liljencrantz (1908-1971), bibliotekarie vid Uppsala universitetsbibliotek. Vid dennes död 1971 ärvdes gården av hans son, agronomen Gustaf Liljencrantz (född 1941). Sedan våren 2016 ägs Fogelstad av sonen lantmästare Oscar Liljencrantz (född 1974) med familj. På Fogelsta bedrivs skogsbruk, växtodling, boskapsskötsel med Highland cattle samt uthyrningsverksamhet.

### Historiska bilder

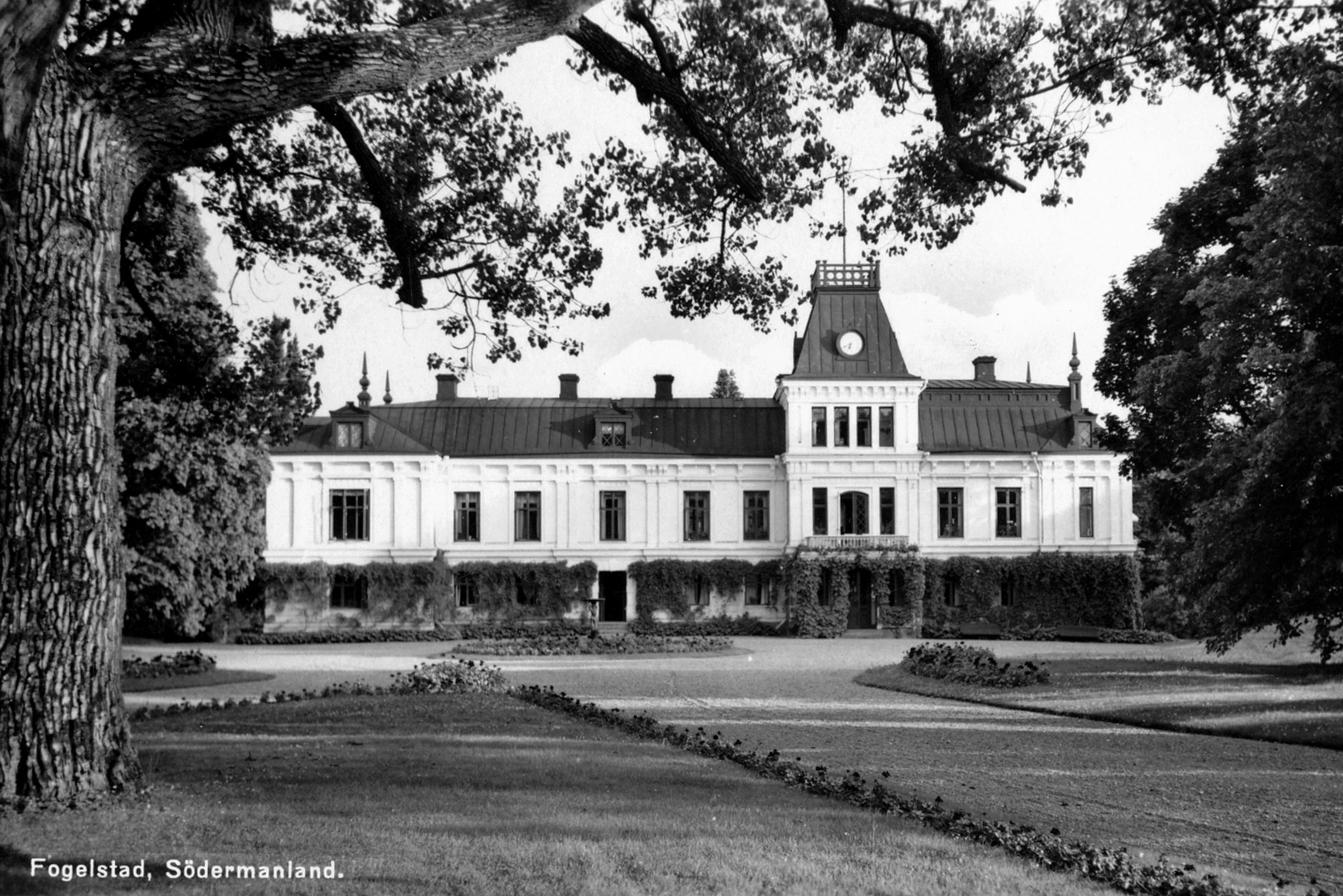
Corps de logi på ett äldre vykort.
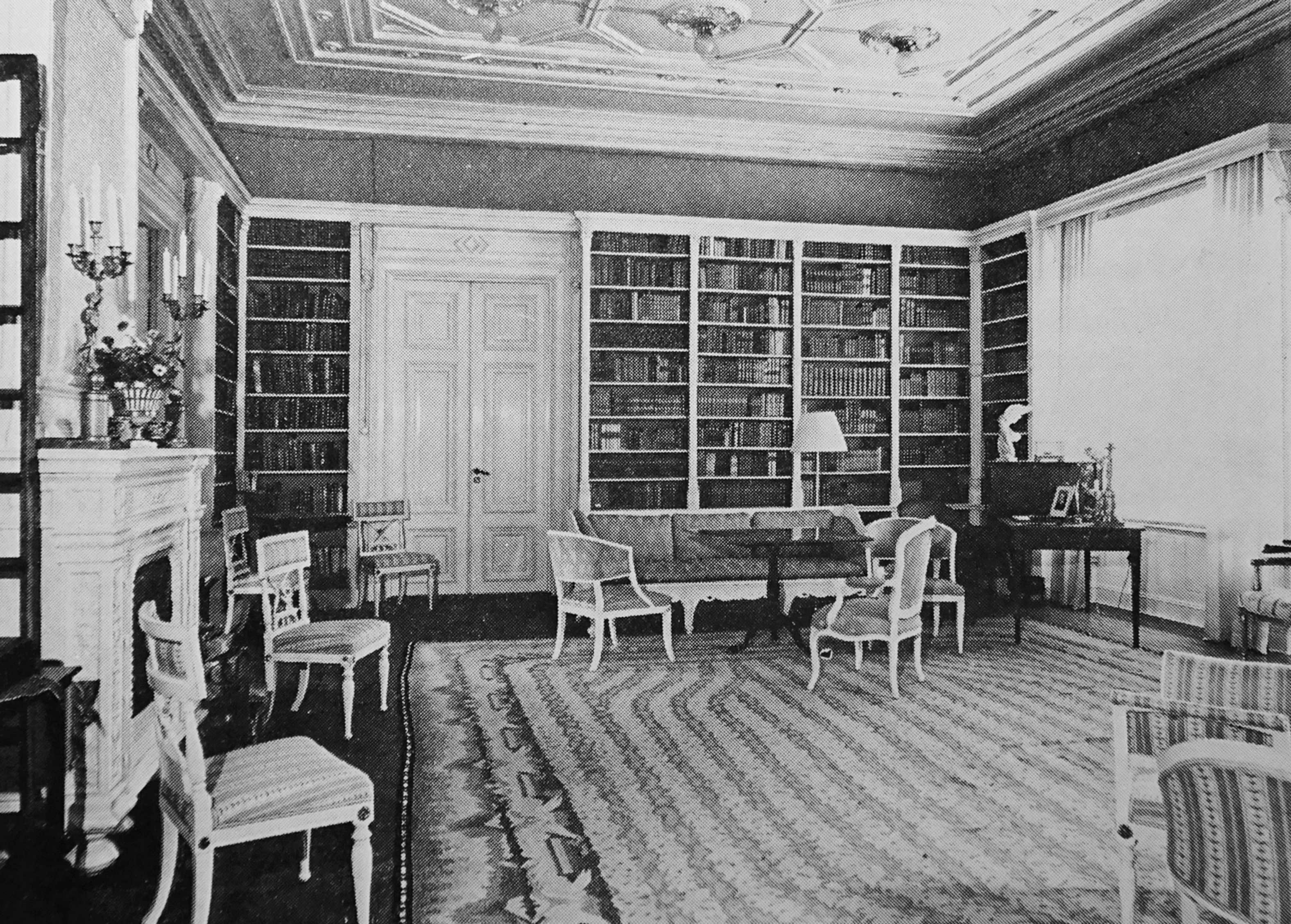
Biblioteket i huvudbyggnaden.
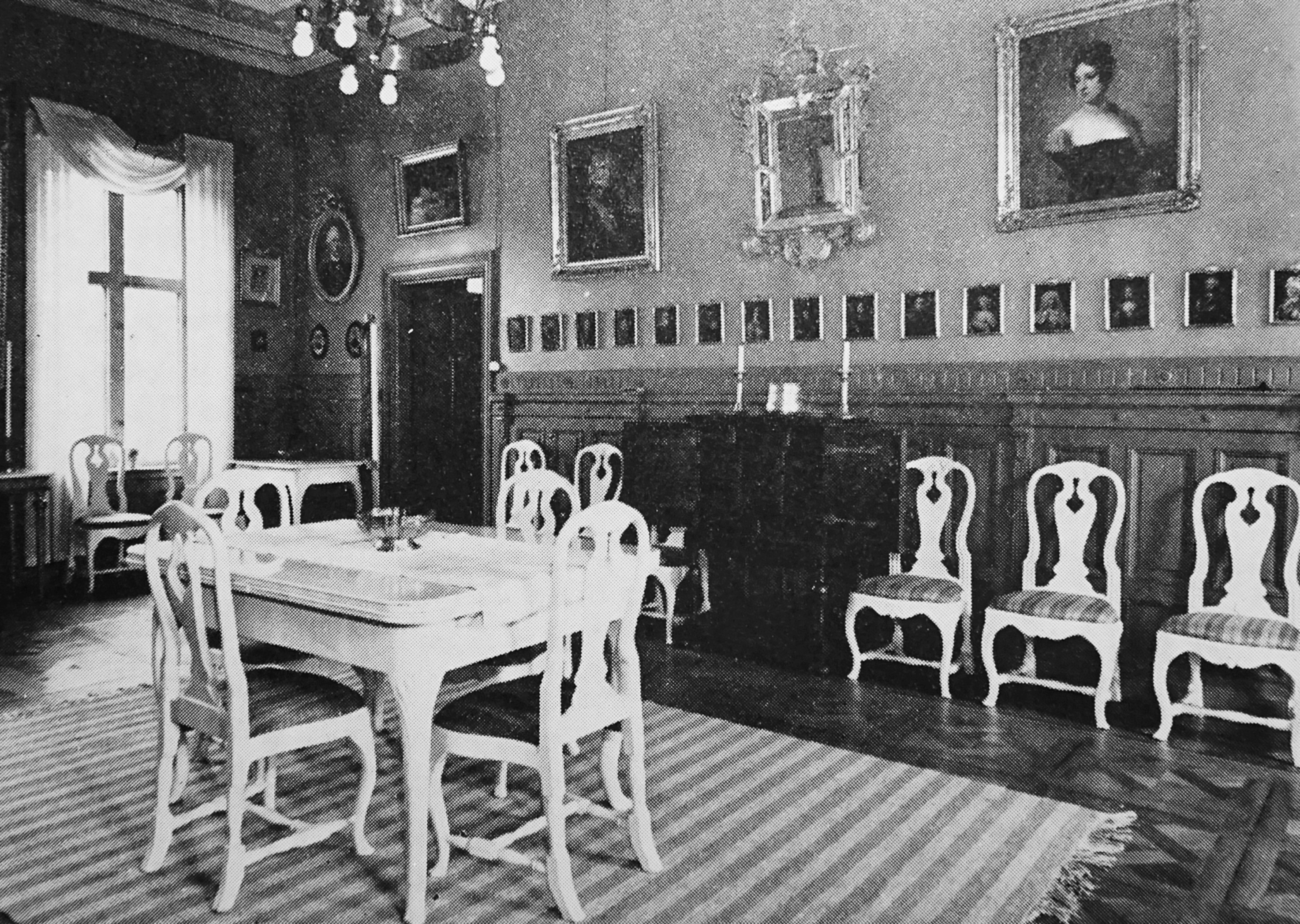
Matsalen i huvudbyggnaden.
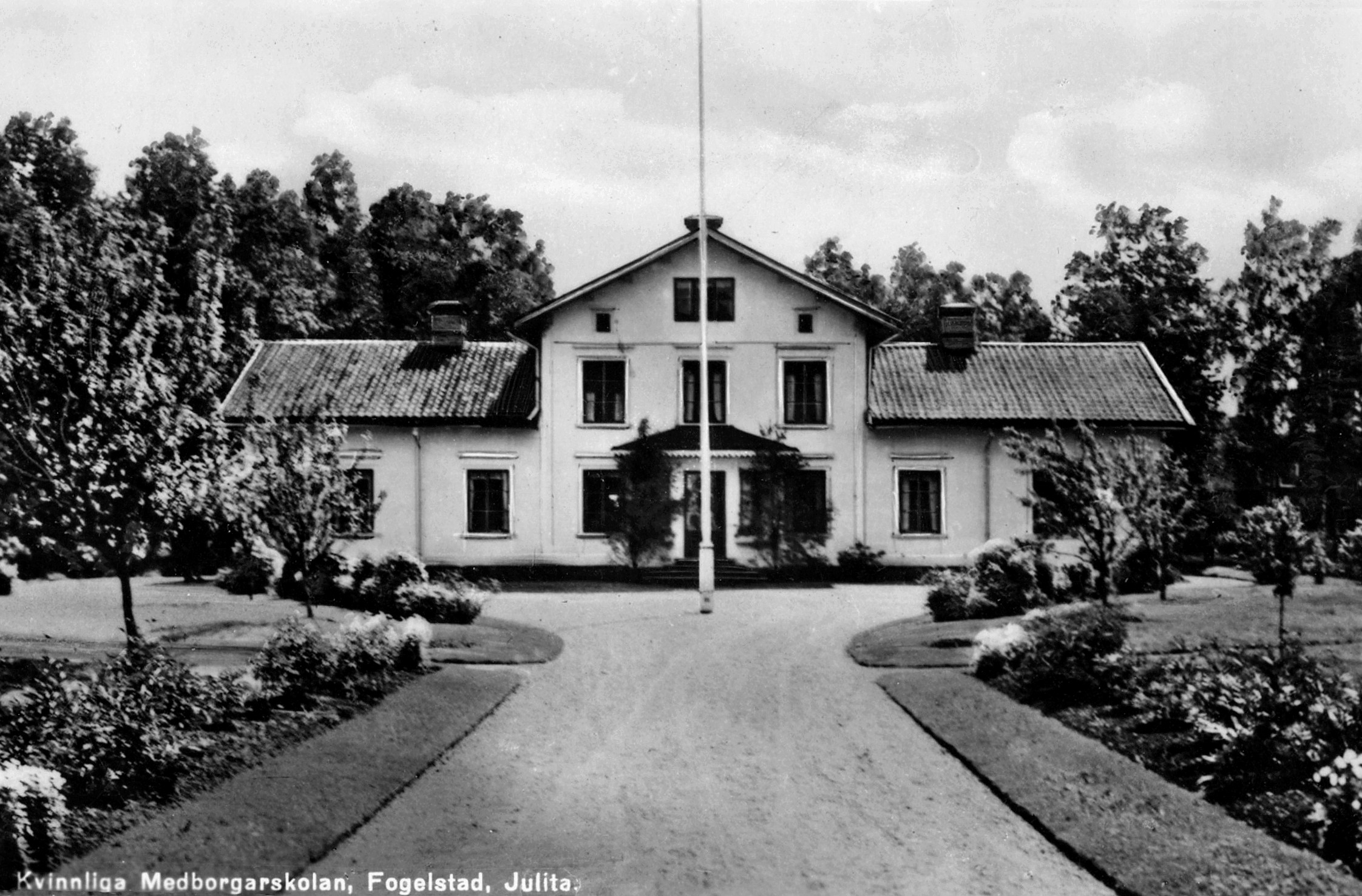
Medborgarskolan, Lilla Ulfåsa.
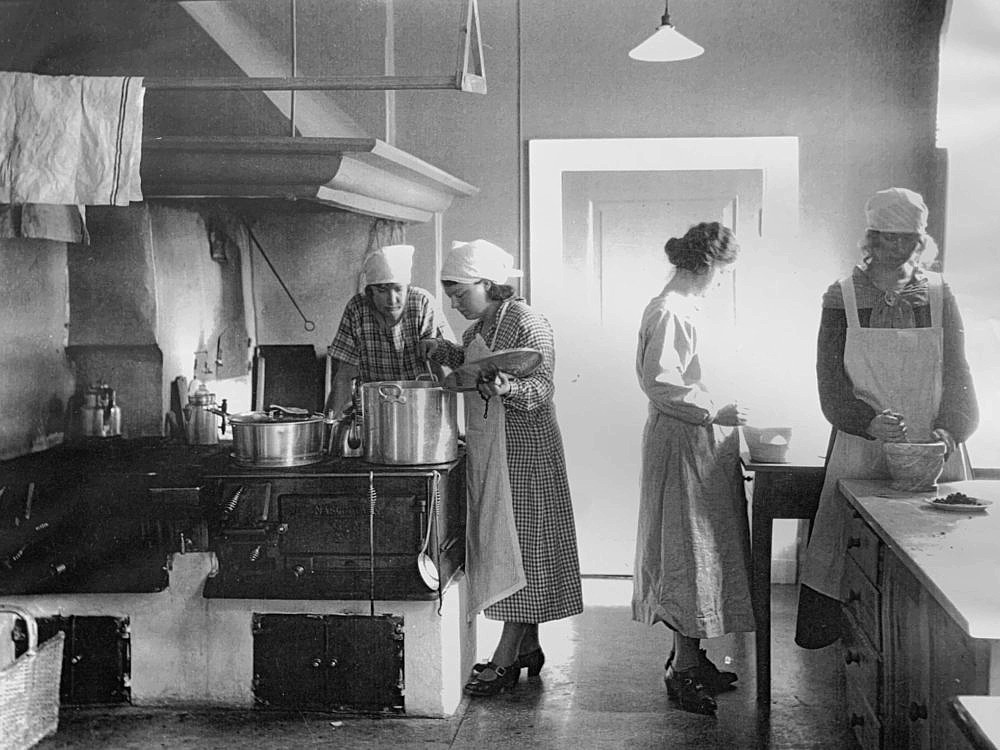
Köket i Lilla Ulvåsa.
Fogelstad park, 1920-tal.

## Bebyggelsen

### Corps de logi

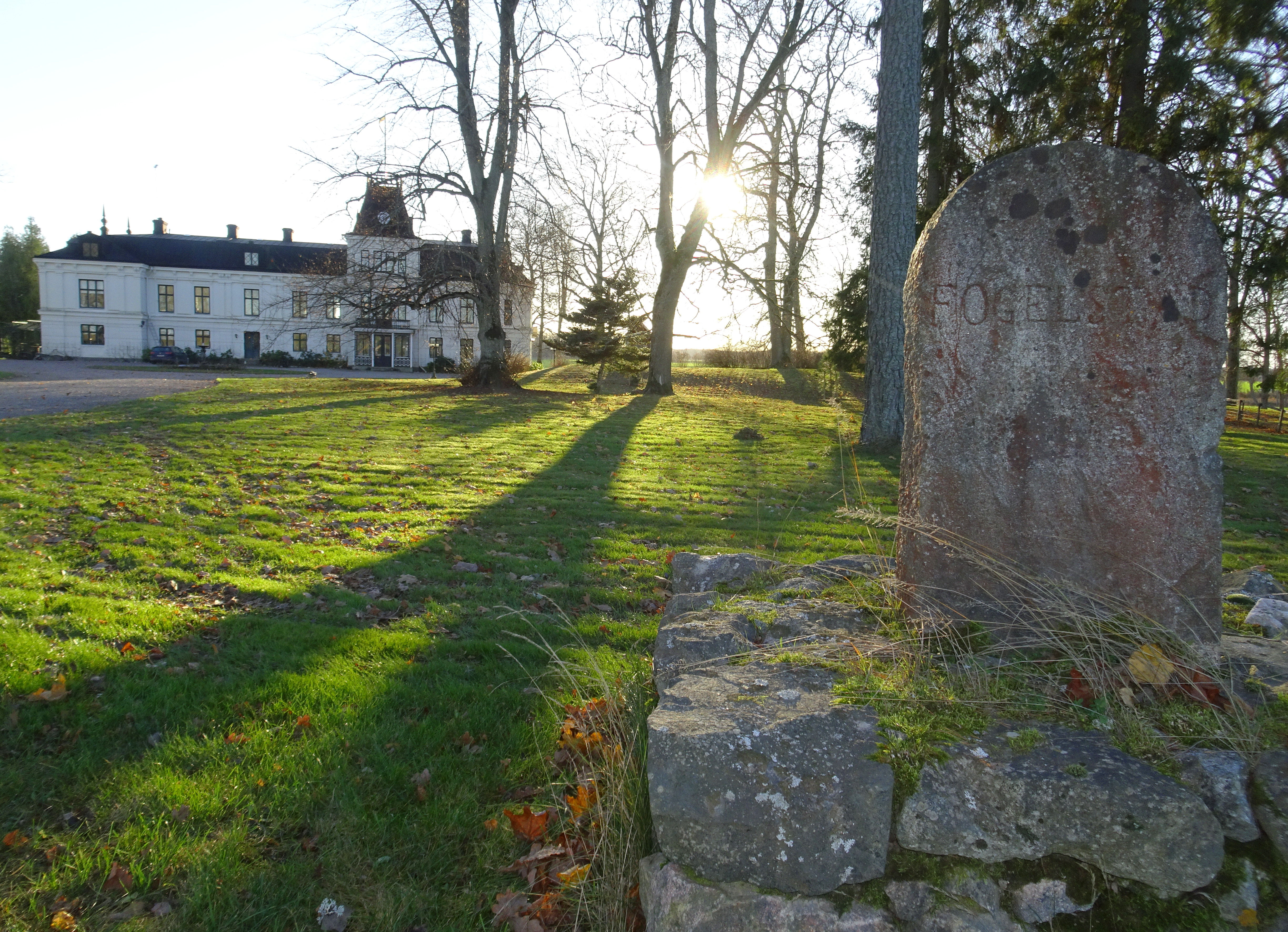
Fogelstads väghållningssten.

Godsets huvudbebyggelse ligger vid Aspån, som leder Aspens och Fäbodasjöns vatten till Öljaren. Corps de logi uppfördes år 1883 för Carl August Tamm och formgavs av arkitekt Emil Viktor Langlet i fransk renässansstil. Den ersatte en tidigare byggnad från 1600-talet vars murverk ingår i nuvarande anläggning. 1600-talsbyggnaden (uppförd på 1680-talet på Siöblads tid) hade kvadratiskt planmått och ett pyramidtak. Nuvarande huvudbyggnaden har två våningar där övervåningen är högre och på det viset signalerar husets paradvåning. De ljusputsade fasaderna smyckas av putslister, pilaster och kraftiga hörnrisaliter. 
Huvudbyggnadens entré accentueras av ett asymmetriskt placerat torn i tre våningar. Tornet är krönt av ett brant tak med klocka och en balustrad samt flaggstång högst upp. Taken är täckta av svartmålat bandplåt. Framför (norr om) byggnaden utbreder sig gårdsplan med en stor rundel i mitten. Vid vägen märks en väghållningssten med inskription ”FOGELSTAD”, förmodligen ditflyttad (fornminne RAÄ-nummer: Julita 116:1).
I interiören märks husets rymliga bibliotek som anlades under Gösta von Düben. Han var en kunnig boksamlare huvudsakligen inom det historiska och skönlitterära området. Bland verken finns flera dyrgriper från 1400-, 1500- och 1600-talen, bland annat Charlotta Regina Palbitzkis handskrivan kokbok från 1681. Boksamlingen utökades och ordnades på 1920- och 1930-talen av Elisabeth Tamm.

### Övriga byggnader och marken

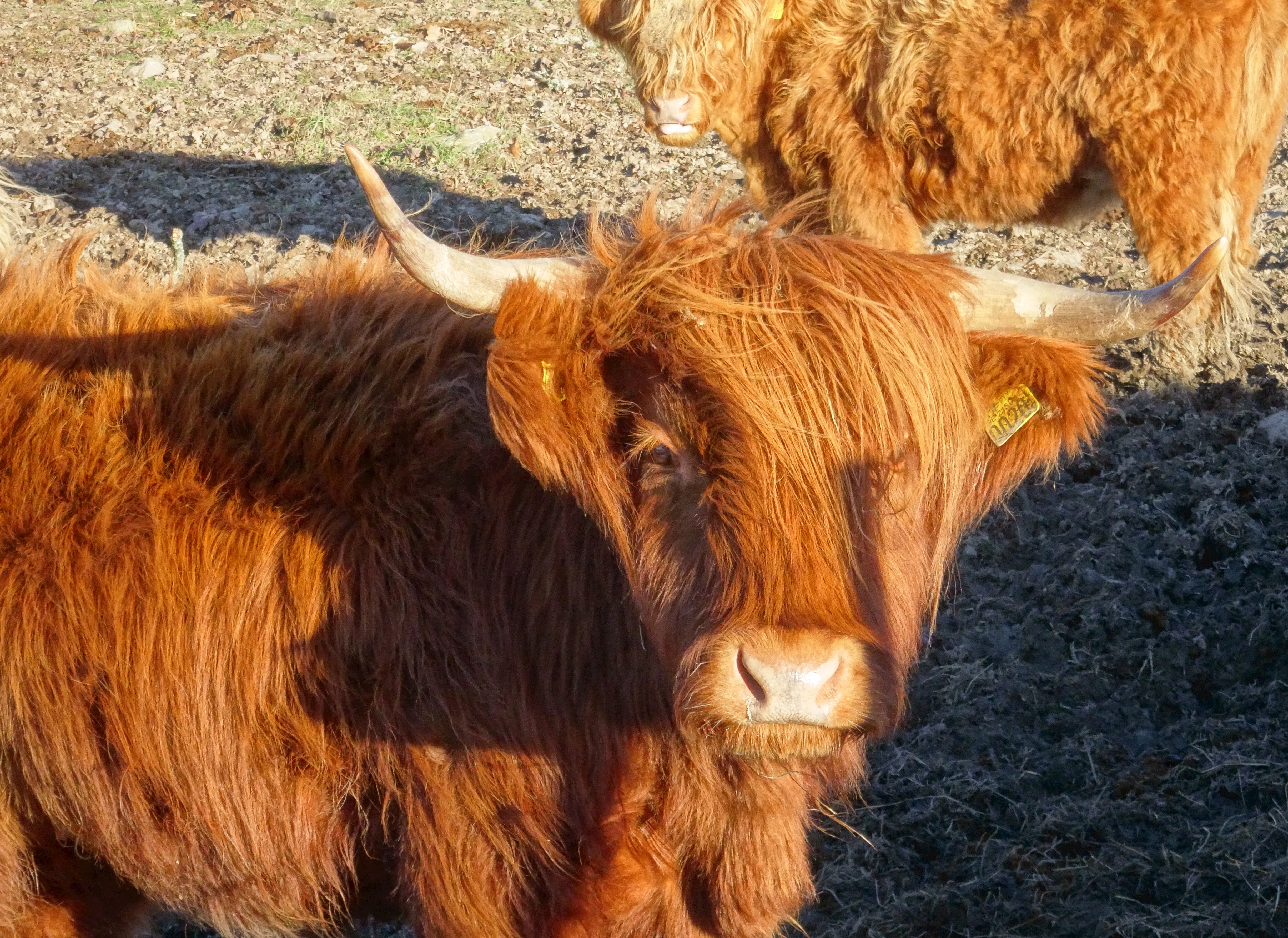
Gårdens Highland cattle.

Öster om huvudbyggnaden ligger tre byggnader som alla under olika perioder har tillhört Fogelstads trädgårdsmästeri. Längst bort fanns trädgårdsmästarens bostad, även kallad Trädgårdsvillan, som utgörs av en stenbyggnad i två våningar med källare. Villan har ett tegeltäckt pyramidtak och en lanterninen som är uppförd i trä och täckt med plåt. Byggnaden är numera privatbostad. 
Växthuset närmast corps de logi användes under en tid som elevbostad. Byggnaden har en liten gård mot norr, mot söder utbreder en liten park och Fogelstads odlingslandskap. I västra flygeln fanns ursprungligen en slakt- och mangelbod. Huset har en ovanlig U-form, mot norr har flyglarna sadeltak medan den mellanliggande byggnadsdelen har ett pulpettak som också vetter mot norr. Mot söder får byggnaden två våningar med avflackande takfall i båda ändar.
Nordväst om Fogelstads huvudbyggnad ligger gårdens ekonomibyggnader med stall, mejeri, skogvaktarbostad, rättarbygget, garage och Lilla Ulfåsa som var Kvinnliga Medborgarskolans skolhus. Lilla Ulfåsa köptes 2019 av skådespelaren Agneta Wallin som vill hjälpa till att skapa en ny form av kvinnlig medborgarskola.
Kring sekelskiftet 1900 var gårdens areal 3258 hektar, därav 800 ha åker. På 1960-talet omfattade Fogelstad med underlydande gårdar omkring 2000 hektar mark. Idag är det 800 hektar. Odlingsmarken omfattar 230 hektar åker och ytterligare 85 hektar åker som arrenderas. På gården bedrivs konventionell växtodling, främst vete, korn och raps. Det finns även en mindre försöksodling med klöver. Till Fogelstad hör cirka 400 hektar produktiv skogsmark, övervägande gran och tall. I gårdens ägor ingår även större delen av sjön Aspen.

### Nutida bilder

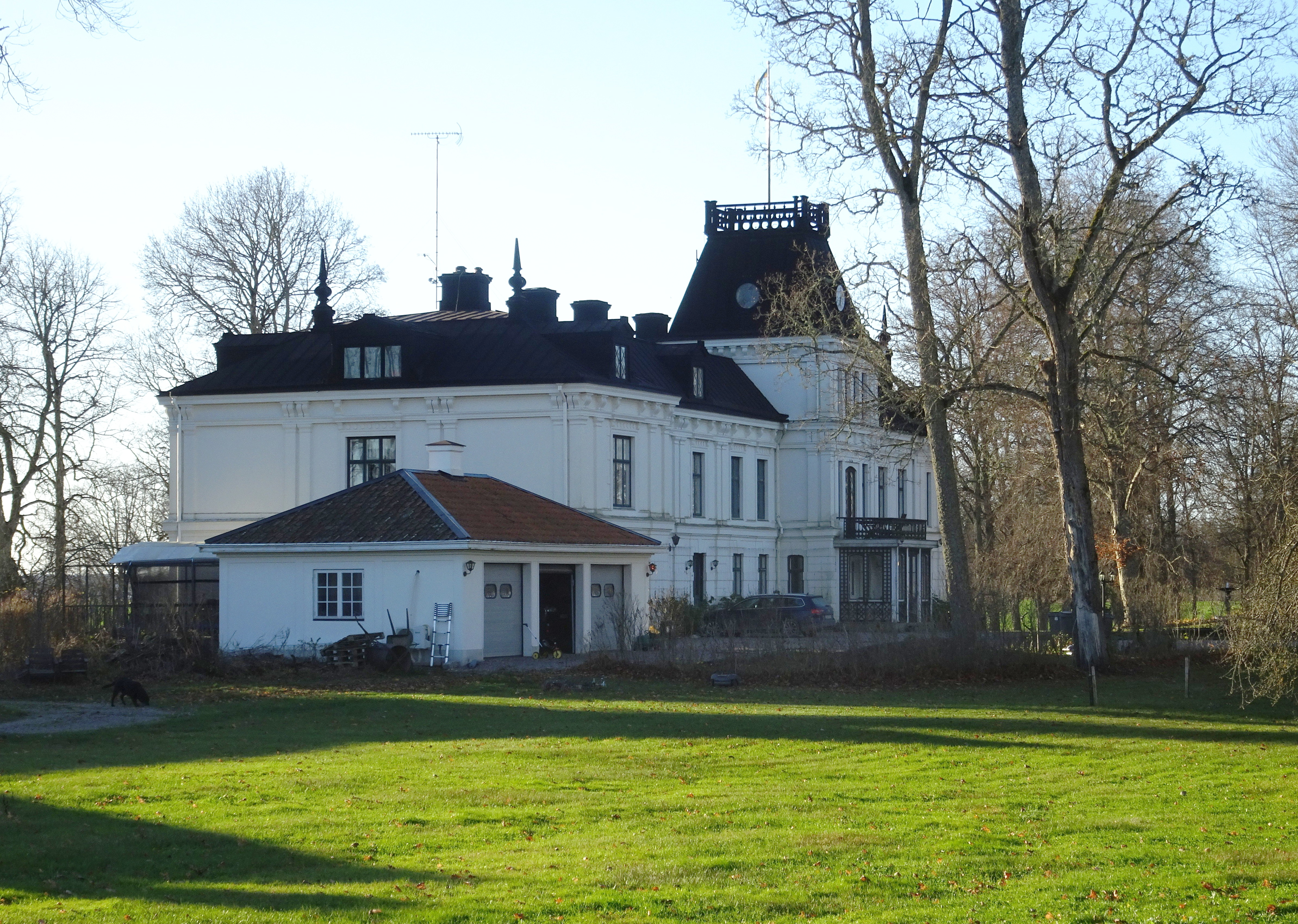
Huvudbyggnaden.
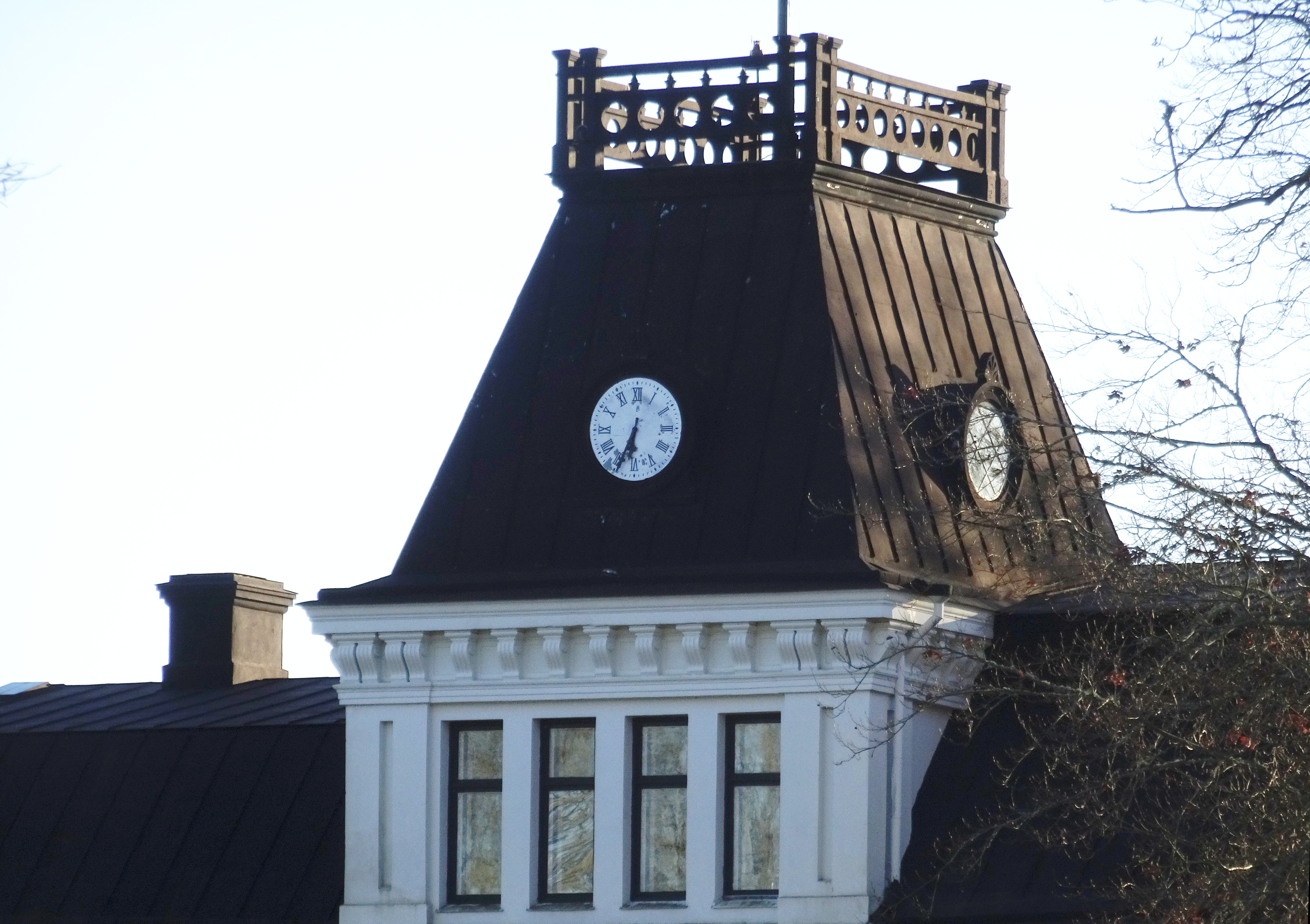
Tornet.
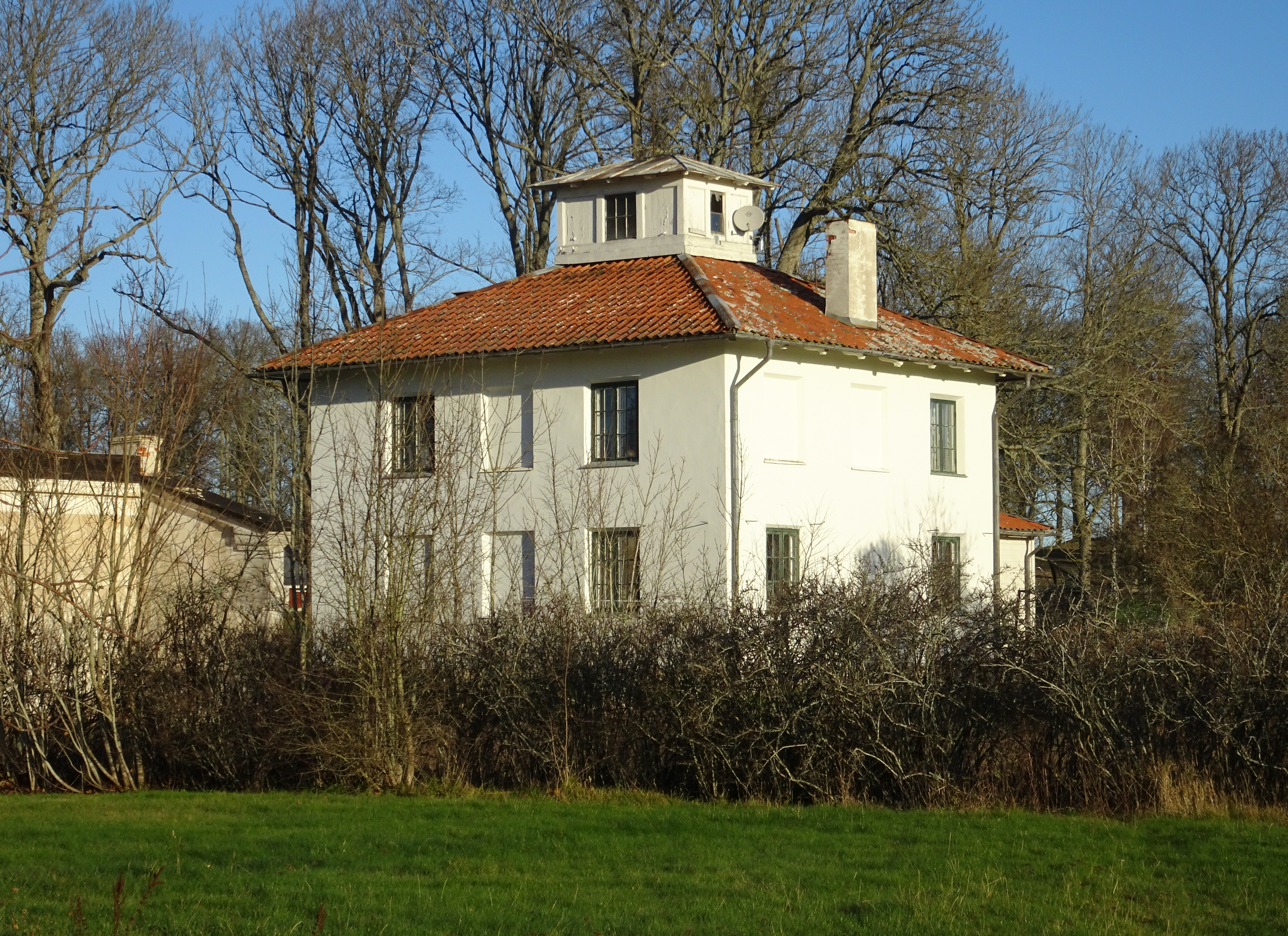
Före detta trädgårdsmästarbostad.
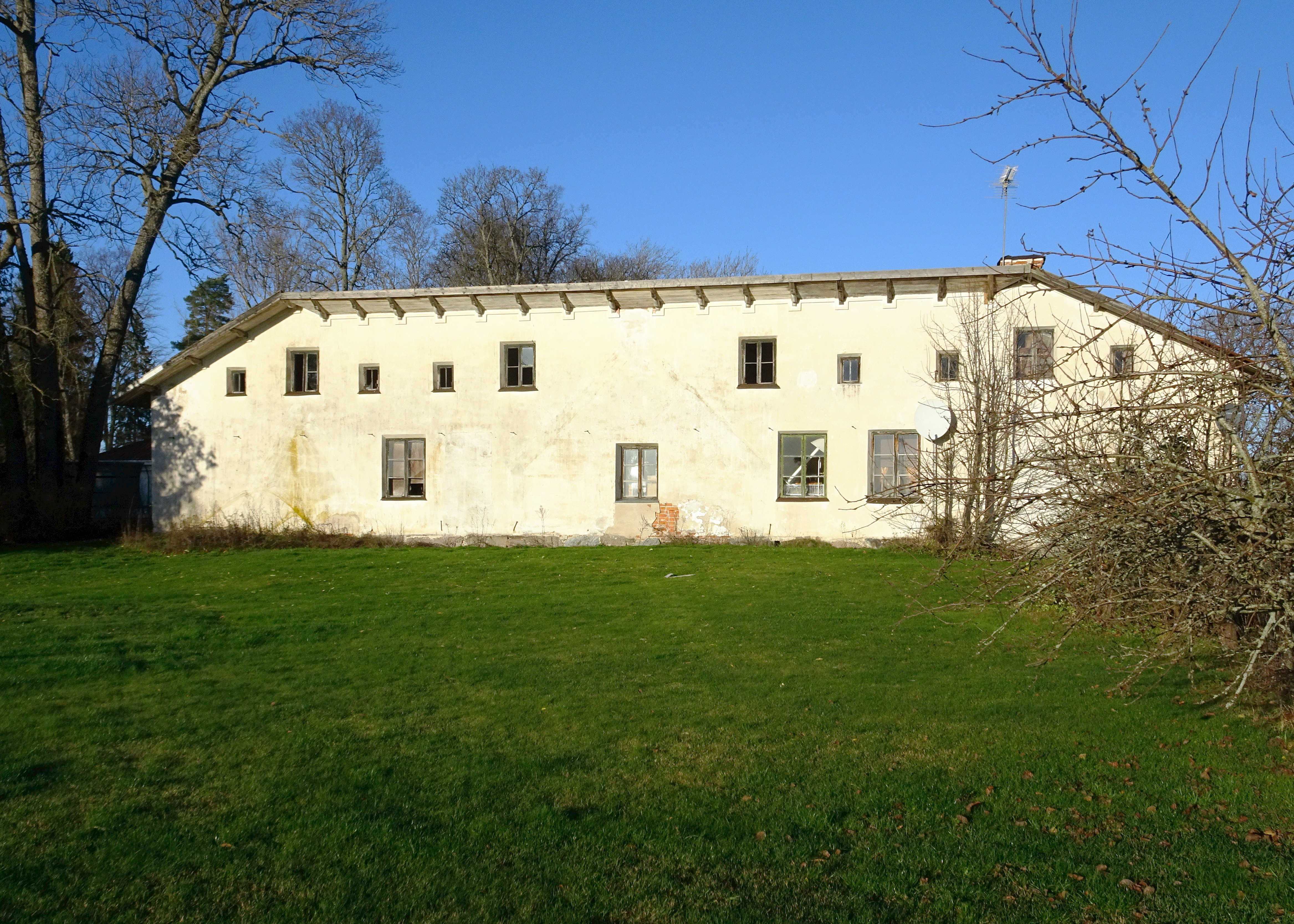
Före detta växthus.
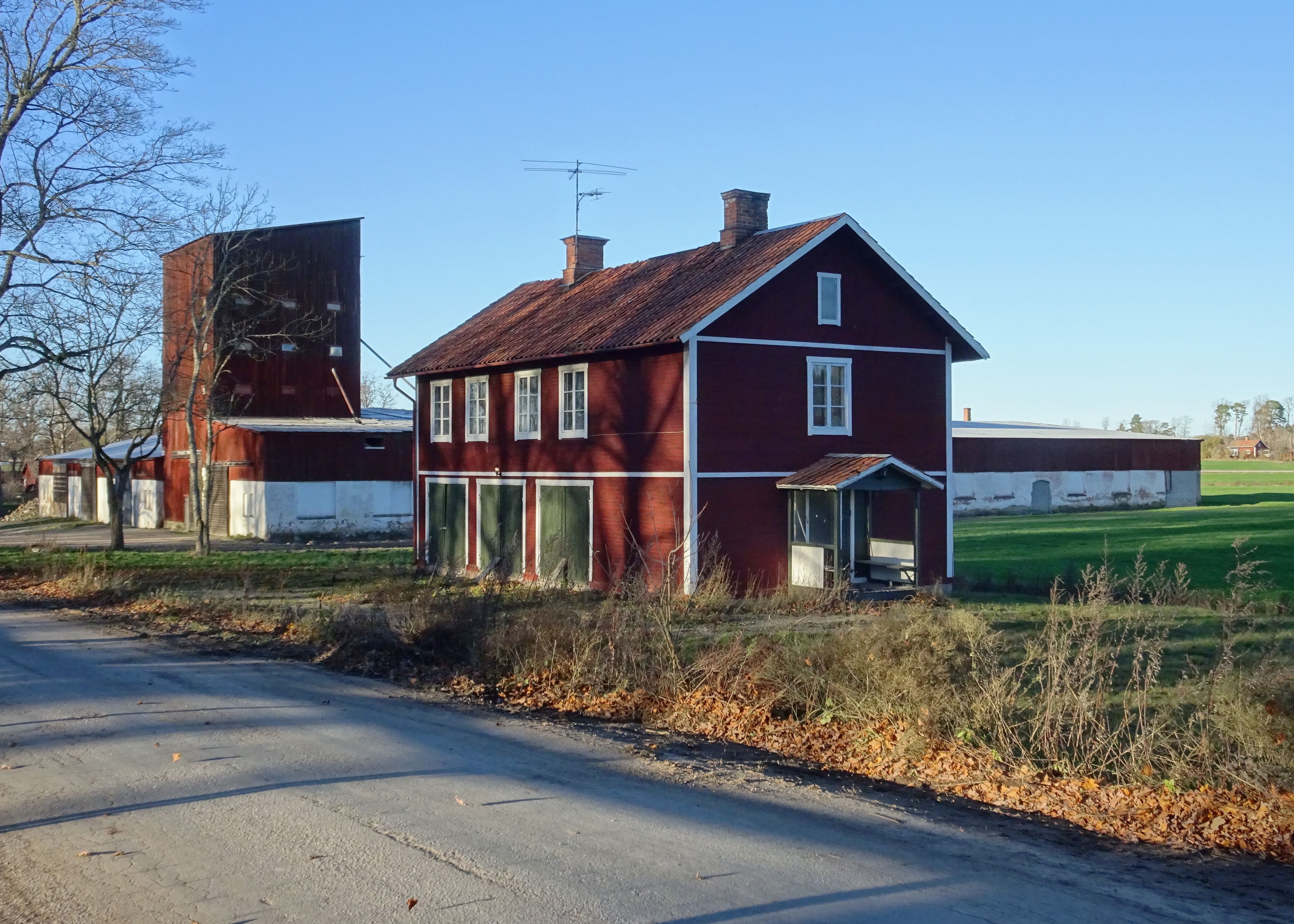
Gårdens ekonomibyggnader.

## Ägarlängden
- Medeltiden: Julita kloster
- 1645: Paul Khevenhüller
- 1681: Cherlotta Regina Palbitzki
- 1725: Carl Georg Siöblad
- 1768: Fabian Casimir Wrede

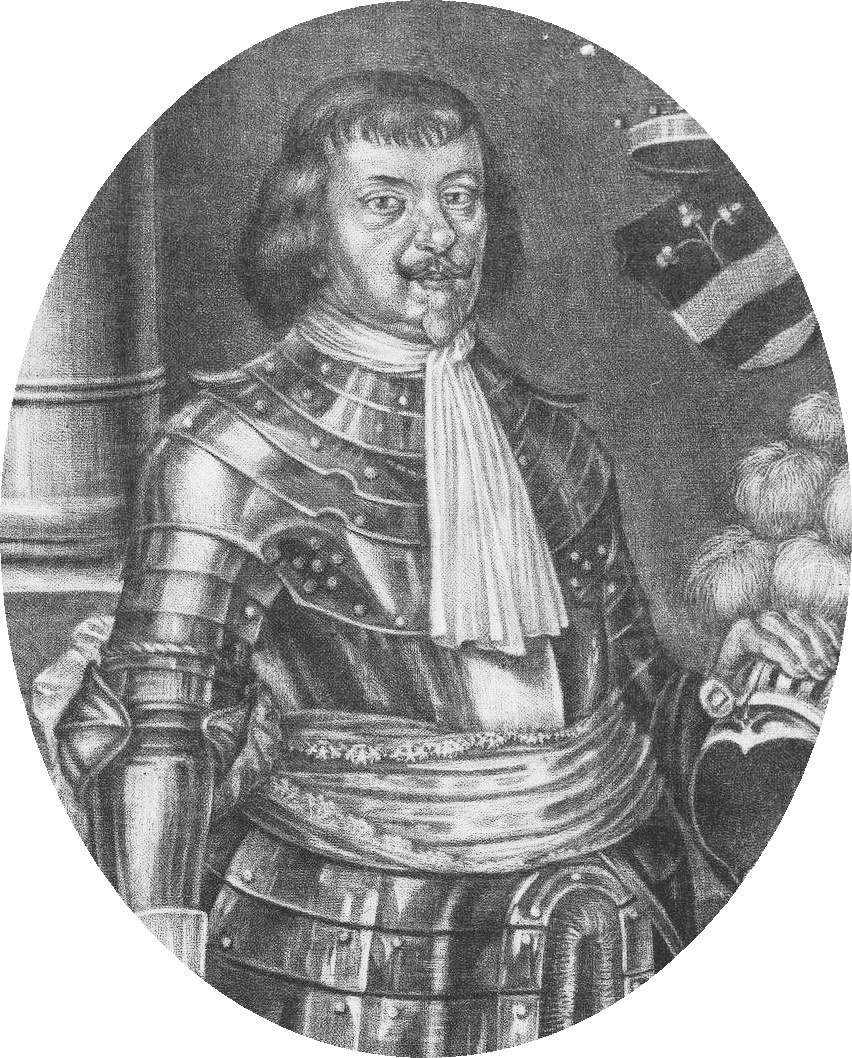
Paul Khevenhüller (1593–1655), Fogelstads första privata ägare.

- 1795: Fabian Wrede (son till Fabian Casimir Wrede)
- 1824: Fabian Jakob Wrede (son till Fabian Wrede)
- 1838: Gustaf von Düben
- 1838: Carl Gustaf (Gösta) von Düben
- 1876: Johan Carl Åkerhielm
- 1880: Carl August Tamm (Åkerhielms svärson)
- 1905: Emma Tamm och Elisabeth Tamm
- 1913: Elisabeth Tamm
- 1958: Axel Axelsson Liljencrantz
- 1971: Gustaf Liljencrantz
- 2016: Oscar Liljencrantz